# Мирјана Бјелогрлић Николов
Мирјана Бјелогрлић Николов (1961.) српска је ТВ новинарка и књижевница. Дугогодишња је одговорна уредница Редакције за културу РТС-а.

## Дела
Библиографија
- Приче за досадно поподне  978-86-7363-517-0[2][3]
- Шегрт ловца на ветрове  978-86-519-1784-7[4]

Филмографија
- Тајна целулоида
- Самопортрет са белом мачком[5]